# Bruce Melnick
Bruce Edward Melnick (Nova York, 5 de dezembro de 1949) é um ex-astronauta norte-americano.
Formado em engenharia pela Academia da Guarda Costeira dos Estados Unidos e com mestrado em sistemas de aeronáutica pela Universidade do Oeste da Flórida, atuou vinte anos como oficial da Guarda Costeira, onde qualificou-se como piloto de  helicópteros HH-3F Pelican, HH-52 Sea Guard, HH-65 Dolphin e do jato de treinamento T-38 Talon, acumulando cerca de 5 mil horas de voo. Na instituição, atuou como piloto de teste chefe no Coast Guard Aircraft Program Office, baseado no Texas.
Selecionado para o curso de astronautas da NASA em 1987, graduou-se em 1988 e participou de duas missões ao espaço no ônibus espacial: STS-41 Discovery, em outubro de 1990 e STS-49 Endeavour, o voo inaugural da Endeavour, em maio de 1992. Foi o primeiro aviador da Guarda Costeira dos Estados Unidos a participar do programa espacial dos Estados Unidos e a ir ao espaço.
Depois de deixar a NASA e a Guarda Costeira em 1992, passou a trabalhar na iniciativa privada, primeiro na Lockheed Martin e depois assumindo o cargo de vice-presidente da Boeing para Operações na Flórida junto ao Centro Espacial John F. Kennedy, em Cabo Canaveral.